# NGC 6737
NGC 6737 (другое обозначение — ESO 592-**8) — группа звёзд в созвездии Стрелец.
Этот объект входит в число перечисленных в оригинальной редакции «Нового общего каталога».